# Алортон (Іллінойс)
Алортон (англ. Alorton) — селище (англ. village) в США, в окрузі Сент-Клер штату Іллінойс. Населення — 1566 осіб (2020).

## Географія
Алортон розташований за координатами 38°35′8″ пн. ш. 90°6′59″ зх. д. / 38.58556° пн. ш. 90.11639° зх. д. (38.585664, -90.116303).  За даними Бюро перепису населення США в 2010 році селище мало площу 4,74 км², з яких 4,66 км² — суходіл та 0,08 км² — водойми.

## Демографія
Згідно з переписом 2010 року, у селищі мешкали 2002 особи в 734 домогосподарствах у складі 503 родин. Густота населення становила 422 особи/км².  Було 850 помешкань (179/км²).
Расовий склад населення:
| - 97,7 % — чорних або афроамериканців - 0,9 % — білих |

До двох чи більше рас належало 1,2 %. Частка іспаномовних становила 0,2 % від усіх жителів.
За віковим діапазоном населення розподілялося таким чином: 32,6 % — особи молодші 18 років, 57,4 % — особи у віці 18—64 років, 10,0 % — особи у віці 65 років та старші. Медіана віку мешканця становила 29,7 року. На 100 осіб жіночої статі у селищі припадало 81,8 чоловіків;  на 100 жінок у віці від 18 років та старших — 74,0 чоловіків також старших 18 років.
Середній дохід на одне домашнє господарство  становив 27 919 доларів США (медіана — 20 600), а середній дохід на одну сім'ю — 25 070 доларів (медіана — 20 000). За межею бідності перебувало 48,0 % осіб, у тому числі 62,7 % дітей у віці до 18 років та 32,4 % осіб у віці 65 років та старших.
Цивільне працевлаштоване населення становило 539 осіб. Основні галузі зайнятості: освіта, охорона здоров'я та соціальна допомога — 28,6 %, роздрібна торгівля — 18,2 %, виробництво — 11,7 %, транспорт — 9,8 %.